# 佩特尼察市鎮
佩特尼察市鎮，是蒙特內哥羅的一个市镇，位於該國東北部，行政中心为佩特尼察，面積173平方公里，2011年人口6,686，人口密度每平方公里39人。